# Suore orsoline del Santissimo Crocifisso
Le Suore orsoline del Santissimo Crocifisso sono un istituto religioso femminile di diritto pontificio: le suore di questa congregazione pospongono al loro nome la sigla O.SS.C.

## Storia
La congregazione fu fondata da Maria Di Gregorio (in religione, madre Maria della Croce di Gesù Agonizzante): già presidente della Compagnia delle orsoline secolari di Palermo, il 2 luglio 1921 diede inizio a Castellammare del Golfo a una nuova congregazione religiosa per l'esercizio di tutte le opere di misericordia corporale e spirituale.
L'istituto fu canonicamente eretto in congregazione di diritto diocesano il 19 luglio 1930 dal vescovo di Mazara, Nicola Maria Audino, che il 4 maggio 1932 ne approvò le costituzioni, improntate alla spiritualità passionista.
La congregazione ricevette il pontificio decreto di lode il 1º luglio 1961.

## Attività e diffusione
Le religiose lavorano in asili, ospedali, case di riposo e ospizi di mendicità.
Oltre che in Italia, le suore sono presenti in Brasile e Messico; la sede generalizia è a Palermo.
Alla fine del 2011 la congregazione contava 41 religiose in 9 case.